# 마리 드레슬러
마리 드레슬러(Marie Dressler, 1868년 11월 9일 ~ 1934년 7월 28일)는 미국, 캐나다의 배우이다.

## 출연 작품
- 엔터테인먼트 3 (1994)
- 턱보트 애니 (1933)
- 고잉 헐리우드 (1933)
- 8시 석찬 (1933)
- 엠마 (1932)
- 안나 크리스티 (1931)
- 마치 오브 타임 (1930)
- 체이싱 레인보우 (1930)
- 참극의 선착장 (1930)
- 베가본드 러버 (1929)
- 할리우드 리뷰 오브 1929 (1929)
- 정염의 미녀 (1929)
- 팻시 (1928)
- 틸리스 펑처드 로맨스 (1914)